# Estrabón

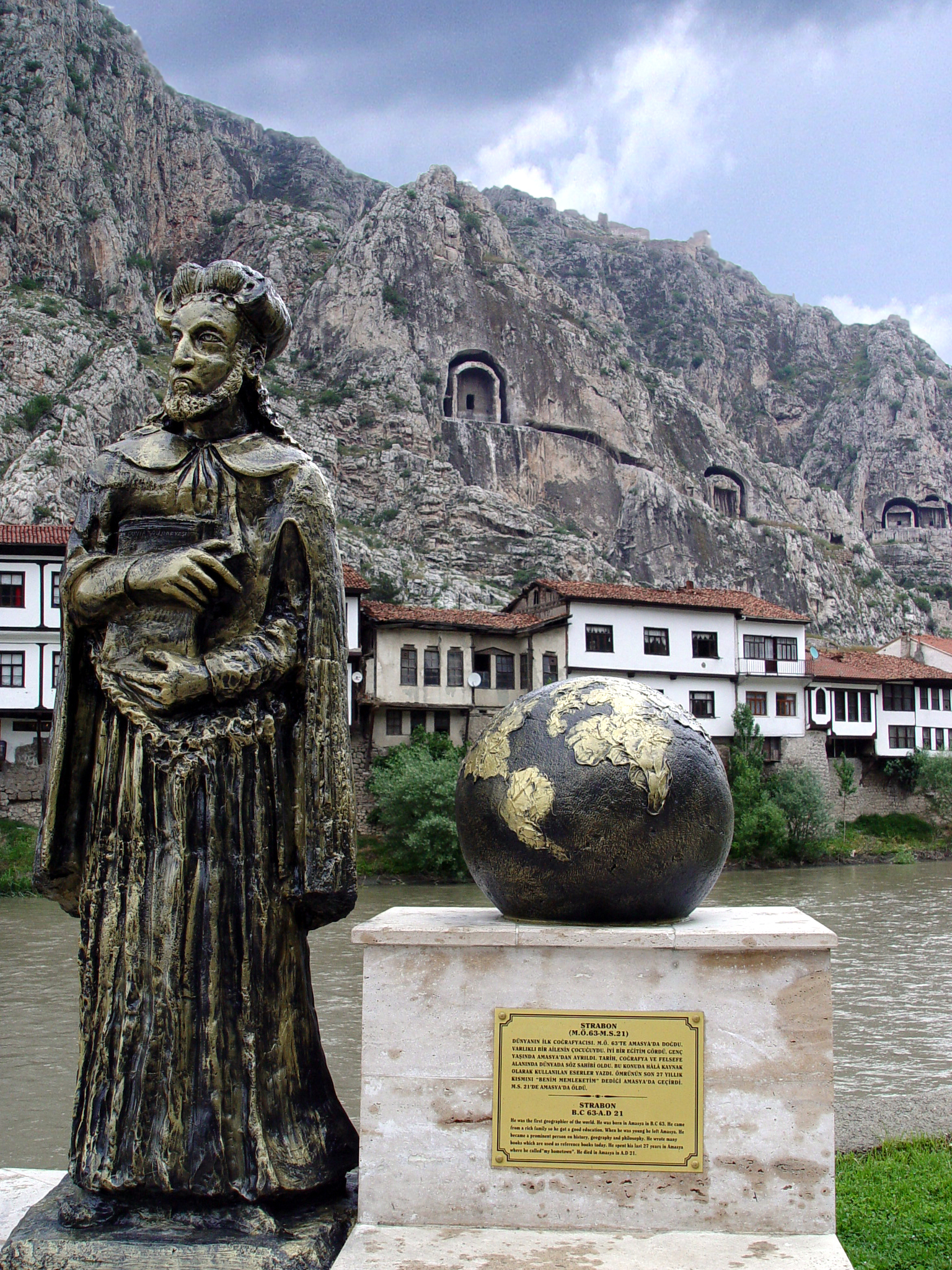
Estatua moderna de Estrabón en su ciudad natal (actual Amasya).

Estrabón (en griego antiguo, Στράβων; Amasia, Ponto, c. 64 o 63 a. C.-c. 23 o 24 d. C.) fue un geógrafo e historiador griego, conocido principalmente por su obra Geografía, en 17 libros.

## Biografía
Estrabón fue un gran viajero que, aprovechando la paz romana, recorrió casi todas las tierras de la ecúmene, llegando a Armenia en Oriente, hasta Cerdeña en Occidente, y desde el mar Negro en el norte hasta los límites de Etiopía en el sur. Recorrió el Nilo hasta Asuán en una expedición dirigida por Elio Galo, prefecto romano de Egipto.
Se conservan únicamente algunos fragmentos de sus Memorias históricas, en 43 libros, complemento de la historia del griego Polibio. En cambio, se posee casi por completo su magna Geografía, fechada entre los años 29 a. C. –en que da comienzo su periplo–,y el año 7. Consta de 17 volúmenes de una descripción detallada del mundo tal como se conocía en la antigüedad y poseen un gran valor, sobre todo como testimonio, por sus propias y extensas observaciones. 
El tercer volumen lo dedica a Iberia. Sus datos fueron recopilados de otras fuentes, sobre todo de Posidonio, ya que Estrabón nunca estuvo en la península ibérica. A partir de sus datos se han podido reconstruir mapas que muestran la imagen del mundo de Estrabón y sus contemporáneos.

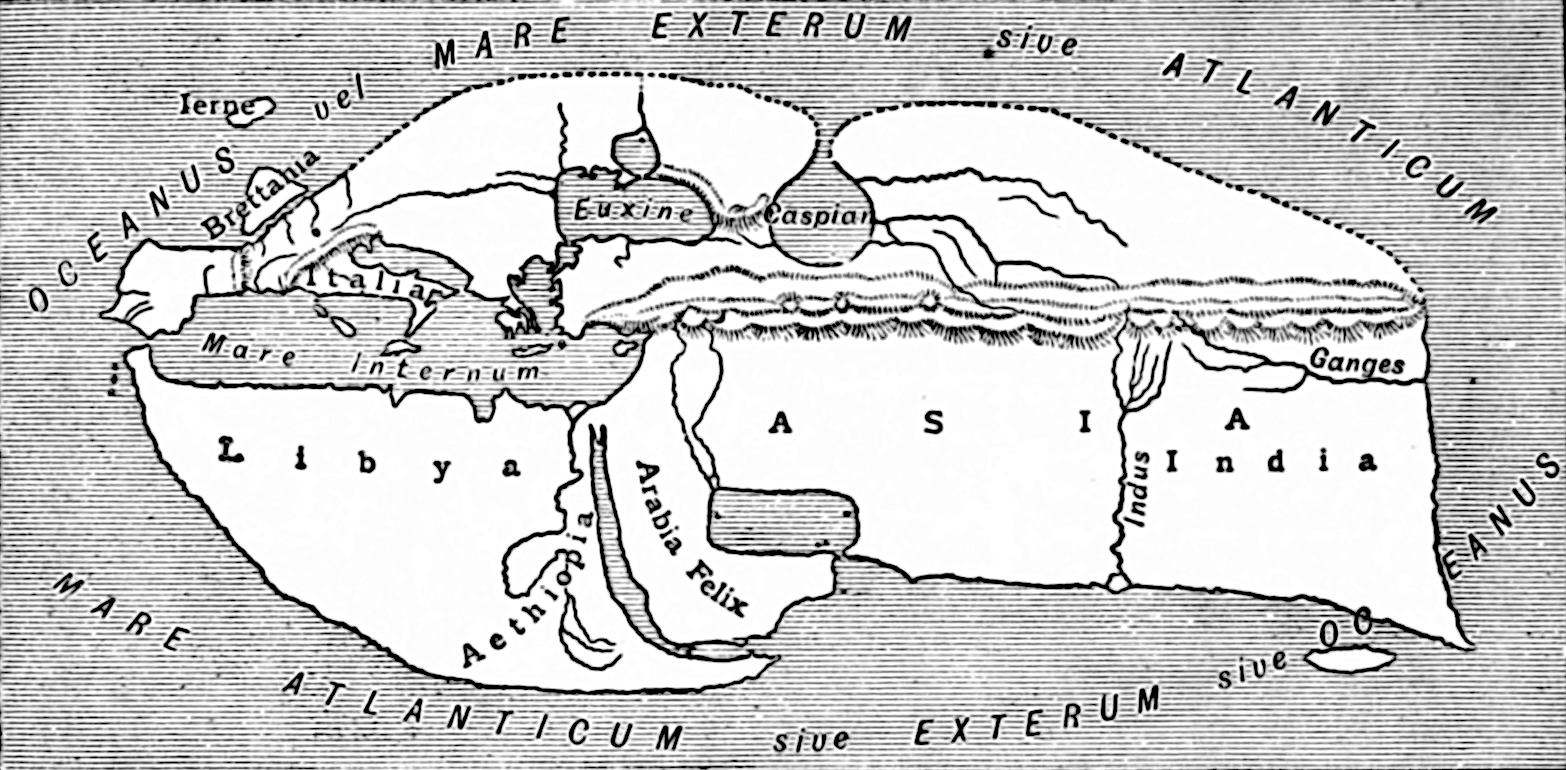
Reconstrucción del Mapamundi de Estrabón.

Como geógrafo descriptivo rechazó la obra de los geógrafos matemáticos como Eratóstenes de Cirene o Hiparco de Nicea por su carácter puramente astronómico o cartográfico. Esto le llevó a una despreocupación por las causas físicas de los fenómenos naturales, centrándose en los aspectos humanos, la historia y los mitos para componer un retrato de la gente y los países que estudiaba.

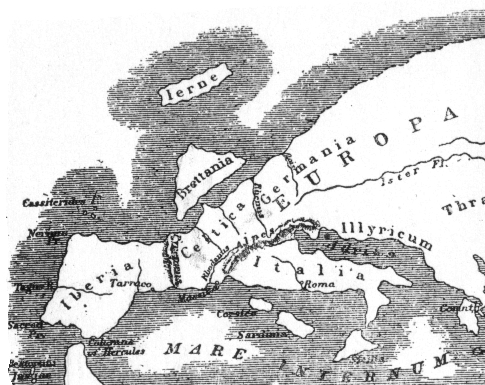
Reconstrucción del mapa de Europa según Estrabón.

## Geografíay ediciones
Cerca de unos treinta manuscritos, algunos solo fragmentos, de la Geografía han llegado hasta la actualidad. La mayoría son copias medievales, pero también existen fragmentos de papiros copiados entre el siglo I y IV de nuestra era. En la Antigüedad esta obra fue poco citada, pero se produjeron cientos de copias durante el período bizantino. La primera traducción latina apareció en Occidente en Roma hacia el 1469. La primera edición impresa en griego fue publicada en Venecia, en 1516. Isaac Casaubon, erudito humanista del Renacimiento, realizó la primera edición crítica del texto griego en 1587. Desde entonces los estudiosos han publicado numerosas ediciones, anotando las variantes textuales, hasta el siglo XXI.

## Traducciones al español de laGeografía
En cuanto a las traducciones al español de la Geografía, la primera fue desde el latín por el geógrafo real Juan López Peñalver, del libro III y dedicada al Conde de Floridablanca (Madrid, 1787), y, como él mismo declara, su fundamento fue el texto fijado por Casaubon y editado con sus notas y las de otros muchos por Theodorus Janssonius van Almeloven en Ámsterdam, 1707; se acompaña con mapas. Más moderna es la comentada y anotada del libro III y las alusiones a Hispania de otros libros por el arqueólogo Antonio García y Bellido: España y los españoles hace 2000 años, según la Geografía de Strábon (1945); más moderna y ya completa es la de un equipo integrado por J. L. García Ramón, J. García Blanco, Juan José Torres Esbarranch, María José Meana, F. Piñero, José Vela Tejada, Jesús Gracia Artal, María Paz Hoz García-Bellido, C. Serrano Aybar, Juan Luis García Alonso y Sofía Torallas Tovar en la colección “Biblioteca Clásica” de la Editorial Gredos, Madrid, 1991-2015, 6 vols. Existe además otra parcial del libro III, Geografía de Iberia. Estrabón. Trad. de Javier Gómez Espelosín y notas Gonzalo Cruz Andreotti, Marcos García Quintela y J. Gómez Espelosín, Madrid: Alianza, 2007.

## Eponimia
- El cráter lunar Strabo lleva este nombre en su memoria.[5]
- El asteroide (4876) Strabo también conmemora su nombre.[6]